# 10239 Hermann
10239 Hermann eller 1998 TY30 är en asteroid i huvudbältet som upptäcktes den 10 oktober 1998 av LONEOS vid Anderson Mesa Station. Den är uppkallad efter Shawn M. Hermann.